# Donald Tovey
Sir Donald Francis Tovey (ur. 4 stycznia 1875 w Eton, zm. 10 lipca 1940 w Edynburgu) – angielski kompozytor, pianista i pisarz muzyczny.

## Życiorys
Zdolności muzyczne przejawiał już jako dziecko. Uczył się prywatnie u Sophie Weisse (fortepian), Waltera Parratta (kontrapunkt) oraz Jamesa Higgsa i Huberta Parry’ego (kompozycja). W latach 1894–1898 studiował na Uniwersytecie Oksfordzkim, uzyskując z wyróżnieniem tytuł bachelor of Arts. Jako pianista debiutował w 1894 roku w Londynie na koncercie Josepha Joachima. W 1914 roku objął katedrę muzyki na Uniwersytecie Edynburskim. W 1917 roku założył Reid Orchestra, którą dyrygował do 1939 roku. Występował z koncertami jako pianista, m.in. w USA.
Od 1934 roku członek honorowy Worshipful Company of Musicians. W 1935 roku otrzymał tytuł szlachecki. Po śmierci kompozytora o jego spuściznę dbała Mary Grierson, pośmiertnym wydaniem jego prac zajął się natomiast Hubert James Foss.

## Twórczość
Zasłużył się jako nauczyciel i propagator muzyki. Pisał artykuły i recenzje, przygotował też wydania utworów J.S. Bacha i Beethovena. Pragnął przybliżyć muzykę ogółowi społeczeństwa, realizując tę ideę poprzez regularne koncertowanie oraz działalność dydaktyczną. Swoje występy poprzedzał prelekcjami lub obszernymi analizami zawartymi w programach koncertowych. Był autorem prac A Companion to the Art of the Fugue (1931), Essays in Musical Analysis (6 tomów, 1935–1939), Walter Parratt: Master of Music (1941), A Musician Talks (1941), Essays in Musical Analysis: Chamber Music (1944), Musical Articles from the Encyclopaedia Britannica (1944), Beethoven (1944), A Companion to Beethoven’s Piano Sonatas (1948), Essays and Lectures on Music (1949).
Skomponował m.in. symfonię (1913), koncert fortepianowy (1903), koncert wiolonczelowy (1935, napisany dla Pau Casalsa), kwintet fortepianowy (1900), A Lyke Wake Dirge na 6-głosowy chór a cappella (ok. 1930), operę The Bride of Dionysus do libretta R.C. Trevelyana (1907–1918, wyst. Edynburg 1929).